# Indépendantisme du Cap

Dans le sens des aiguilles d'une montre en partant du coin supérieur gauche, des cartes montrant :
- Municipalités fréquemment incluses dans le mouvement pour l'indépendance du Cap.
- Personnes de Coloured en pourcentage de la population.
- Parti ayant la plus grande part dans une circonscription électorale.
- Pourcentage de la population ayant l'afrikaans comme langue maternelle.

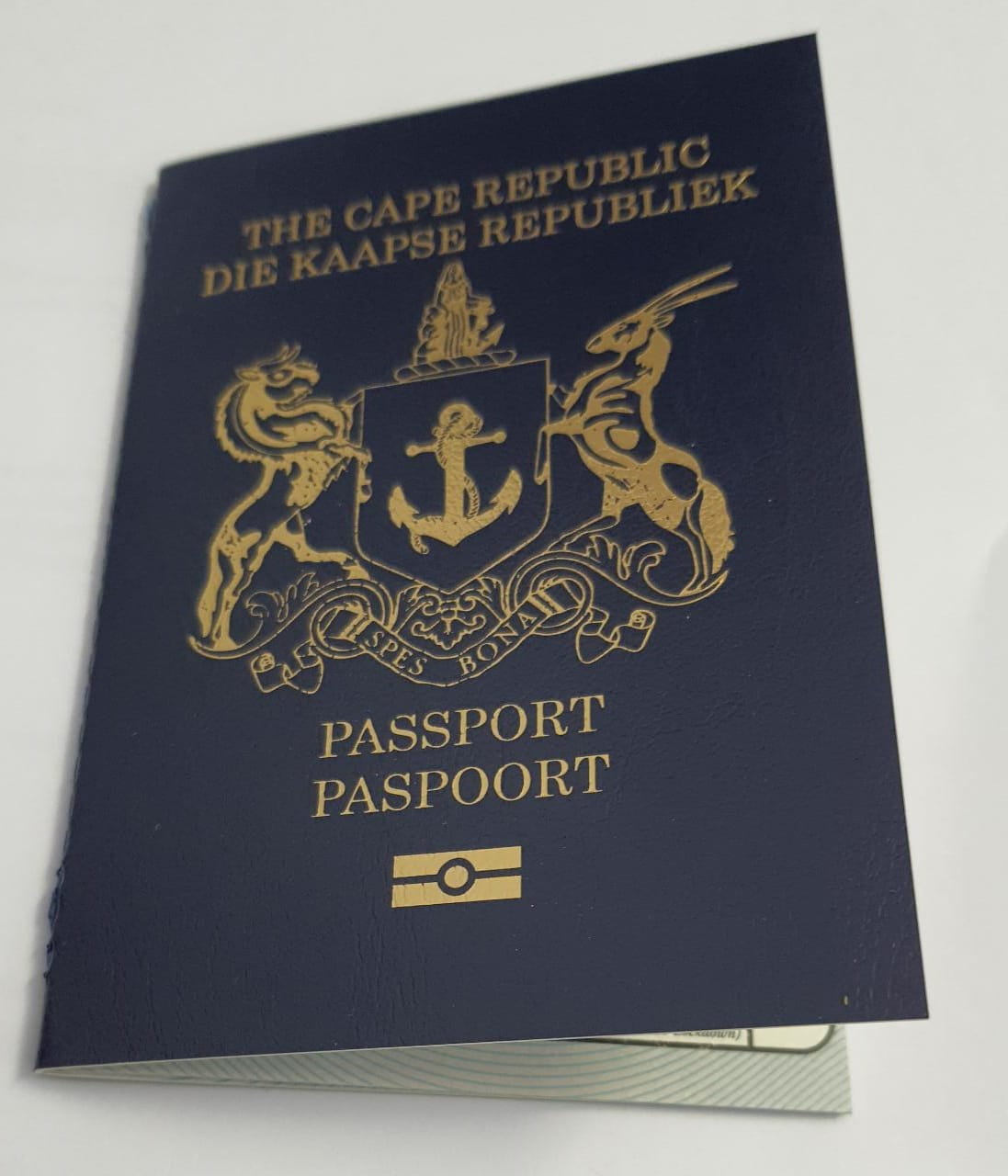
Passeport du Cap présenté par les indépendantistes.

L'indépendantisme du Cap est une idéologie politique soutenant la sécession de la province du Cap-Occidental (aux côtés de certaines parties des provinces du Cap-Oriental et du Cap-Nord dans certaines propositions), en Afrique du Sud, afin qu'elle devienne un État souverain. C'est un mouvement soutenu par le Parti du Cap qui prône le "CapExit" nom en référence au Retrait du Royaume-Uni de l'Union européenne, ceux-ci milite pour que le oui à l'indépendance soit majoritaire.

## Histoire
Avec la chute de l'apartheid et la mise en œuvre d'une nouvelle constitution, la province du Cap et d'autres provinces furent divisées en nouvelles provinces, le Cap occidental, le Cap oriental, le Cap nord et une partie du Nord-Ouest. Lors des élections de 1994, le Cap-Occidental a été l'une des seules provinces à ne pas voter pour l'ANC, préférant voter pour le Nouveau Parti National, désormais réformé et non racial. Au cours des années suivantes, l'ANC n'a jamais réussi à obtenir une majorité absolue au Cap-Occidental, ne formant un gouvernement provincial qu'une seule fois, de 2004 à 2009, au cours d'une période de forte croissance économique,. Alors que la croissance économique stagnait parallèlement à une montée des scandales politiques, tels que le marché des armes et le déni du VIH, le Cap-Occidental a voté pour l'Alliance démocratique en 2009, qui est au pouvoir depuis.
Le mouvement indépendantiste moderne du Cap a débuté en 2007, lorsque le Parti du Cap a été fondé à partir d'un groupe Facebook basé sur la désillusion croissante face au recours continu du gouvernement national à des politiques fondées sur la race et au déclin de la croissance économique. Le mouvement a gagné peu de terrain jusqu'à la seconde moitié des années 2010 lorsque, après des années de corruption gouvernementale persistante, l'incapacité du DA à se développer de manière significative en dehors du Cap, a ralenti la croissance économique, et la rhétorique nationaliste croissante à l'intérieur et à l'extérieur du Cap, d'autres organisations telles que CapeXit, Gatvol Capetonian et l'État souverain de Bonne-Espérance ont été formées,.
En 2023, deux projets de loi ont été déposés à l'Assemblée législative provinciale du Cap-Occidental, visant à donner à la province plus de pouvoir politique. Le Western Cape People's Bill (WCPB), déposé par le FF+, était un projet de loi qui visait à reconnaître les « Western Capetonians » comme un peuple distinct du reste de l'Afrique du Sud, tandis que le Western Cape Provincial Powers Bill (WCPPB) visait obliger le gouvernement du Cap-Occidental à enquêter et à utiliser tous les moyens légaux pour déléguer autant de pouvoir que possible à la province.
En octobre 2023, la Cape Referendum Alliance, un groupe d'organisations indépendantistes, a envoyé un ultimatum au Premier ministre Alan Winde pour qu'il convoque un référendum sur l'indépendance ou pour qu'il demande au président de l'Afrique du Sud d'en convoquer un. Le premier ministre a refusé. En conséquence, le CIAG a lancé le Parti référendaire (RP) en réponse. Un parti politique à vocation unique qui cherche à maintenir un gouvernement du Cap-Occidental dirigé par le DA, mais qui impose la question d'un référendum comme condition de coalition.
Le Parti référendaire a été formé en novembre 2023 en tant que parti politique à vocation unique participant aux élections générales de 2024 pour faire pression sur le gouvernement de l'Alliance démocratique du Cap-Occidental afin qu'il organise un référendum sur l'indépendance du Cap-Occidental dans le cadre de tout accord de coalition potentiel.

## Provenance de l'idéologie
L'idée d'indépendance naît avec le marasme économique que l'on applique au Congrès national africain qui est le parti majoritaire depuis la fin de l'Apartheid. L'est de l'Afrique du Sud est plus riche et plus métisée que le reste du pays.